# A Viúva Alegre (1909)
A Viúva Alegre é um filme silencioso brasileiro lançado em 1909 e dirigido por Júlio Ferrez. É uma adaptação da opereta Die lustige Witwe (A Viúva Alegre), composta por Franz Lehár, cuja versão brasileira para os palcos foi traduzida por Artur Azevedo e encenada com sucesso no Teatro Apolo, no Rio de Janeiro.
O filme pertence ao gênero dos filmes cantantes, forma híbrida entre teatro e cinema silencioso, em que a exibição era acompanhada por cantores ao vivo posicionados atrás da tela. A produção é considerada um dos primeiros marcos do cinema musical no Brasil e destaca-se por sua popularidade e pioneirismo técnico. Como diversas produções da época, A Viúva Alegre é atualmente considerado um filme perdido. Não há cópias conhecidas preservadas em arquivos públicos ou privados.

## Sinopse
O filme é uma adaptação cinematográfica da primeira tradução para o português da opereta  Die Lustige Witwe, de Franz Lehár, sucesso nos palcos europeus a partir de 1905. A narrativa acompanha Hanna Glawari, uma viúva milionária do fictício principado de Pontevedro. Para evitar que sua fortuna seja herdada por um estrangeiro, o embaixador pontevedrino em Paris procura promover um casamento entre Hanna e o conde Danilo, um diplomata galanteador. A relação entre os dois é marcada por encontros, desencontros e mal-entendidos, apresentados em tom cômico e ambientados em saraus, bailes e festas da elite parisiense.
Segundo Rafael de Luna Freire, a versão cinematográfica cantante da opereta provavelmente não oferecia um resumo contínuo e coeso da história original, mas sim uma montagem de “pontos altos” do espetáculo, reunidos à maneira das adaptações no chamado estilo não contínuo.

## Contexto histórico
O filme foi produzido no auge do ciclo dos filmes cantantes no Brasil (c. 1908–1911), período em que operetas e revistas musicais foram adaptadas ao cinema com dublagem ao vivo. Essas produções buscavam oferecer ao público brasileiro uma alternativa nacional às produções estrangeiras, combinando espetáculo visual com canto e música executados ao vivo.
As filmagens ocorreram no estúdio envidraçado de José Labanca, localizado na Rua dos Inválidos. A produção foi liderada por Alberto Moreira com apoio da companhia teatral portuguesa em cartaz no Teatro Apolo. O elenco incluía a atriz Cremilda de Oliveira no papel principal, e a exibição contava com dois cantores e um coro, acompanhados por orquestra regida por Costa Júnior.

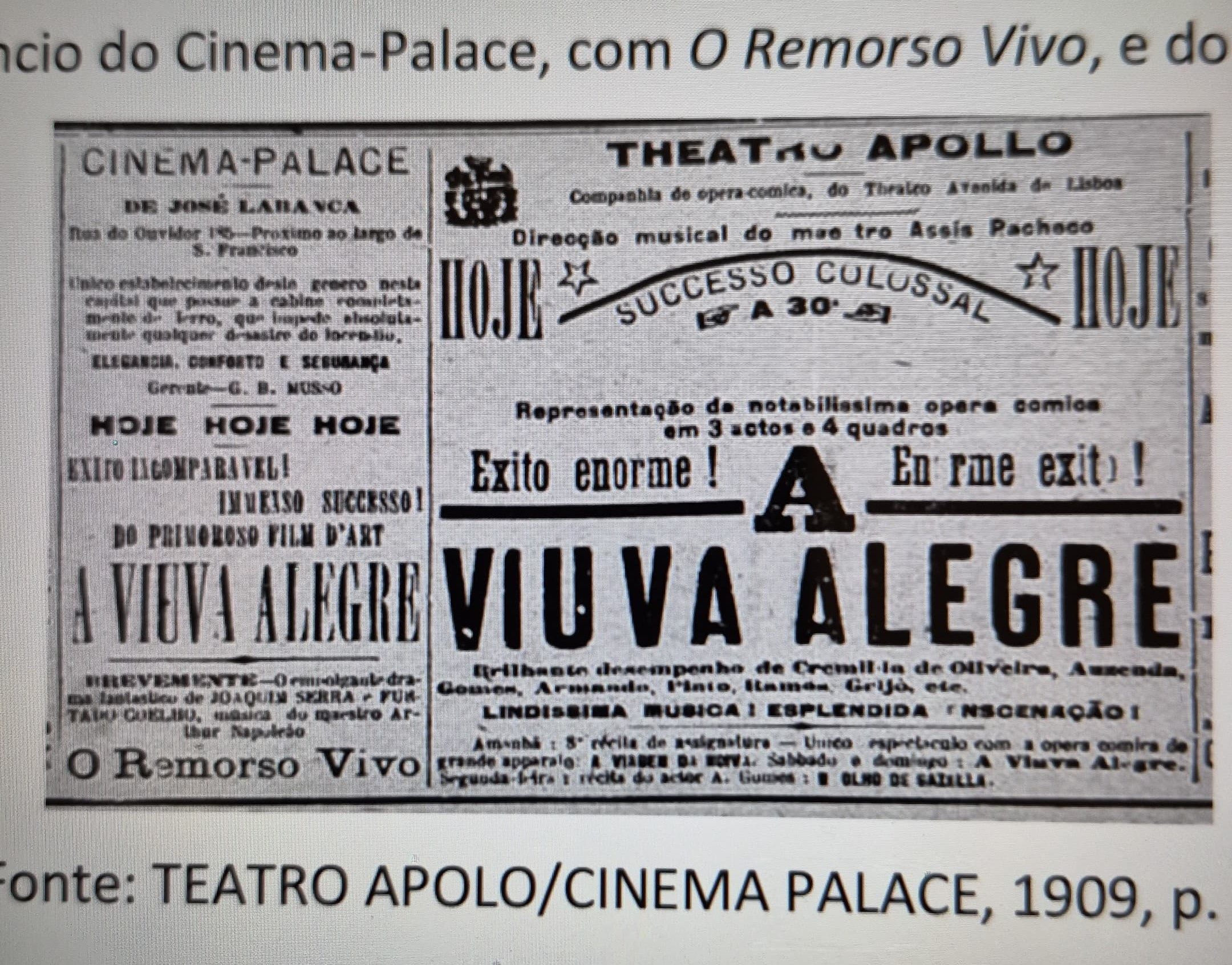
Anuncio da primeira adaptação cinematográfica brasileira de "A viúva alegre", exibido no Cinema-Palace de José Labanca ,ao lado do anuncio da opereta homônima no Theatro Apollo.

## Produção
Segundo o pesquisador Rafael de Luna Freire, a filmagem de A Viúva Alegre foi realizada com a câmera à manivela operada por Júlio Ferrez. O cenário, figurino e parte da encenação foram reaproveitados da montagem teatral. A William & Cia ficou responsável pelo acompanhamento musical e pela dublagem ao vivo durante cada sessão, seguindo a prática dos chamados filmes cantantes.
Diferentemente dos cantantes anteriores, que geralmente apresentavam apenas solos ou duetos vocais, A Viúva Alegre incorporava também os coros da opereta, interpretados por pelo menos "meia dúzia de coristas", o que representava uma inovação significativa no formato. Sem iluminação artificial, o filme utilizava luz natural e marcações de giz no chão para garantir que os atores permanecessem em foco.
Ainda segundo Luna, fotogramas do filme publicados na imprensa da época indicam o uso predominante de planos de conjunto, com os atores enquadrados de corpo inteiro, remetendo à linguagem do palco teatral. Em depoimento posterior, Julio Ferrez afirmou que o filme teria sido composto inteiramente por longos planos de aproximadamente dois minutos cada, sugerindo que a narrativa era construída por meio de cenas completas, possivelmente autônomas, intercaladas por cartelas explicativas,
O filme foi rodado em película de 35 mm com cerca de 800 metros de comprimento, correspondendo a aproximadamente 40 minutos de duração, o que o coloca entre os primeiros média-metragens brasileiros. As cenas foram coreografadas conforme a métrica da música, com planos fixos e longos que reproduziam o ritmo teatral da opereta. 

## Estreia e recepção
O filme estreou no dia 9 de setembro de 1909, no Cinematógrapho Rio Branco, durante a 51ª apresentação da montagem teatral no Teatro Apolo. A exibição foi um enorme sucesso de público e crítica, com sessões lotadas e venda antecipada de ingressos. A William & Cia, empresa exibidora, anunciou a obra como “a primeira opereta completa filmada com solos e coros”, exibida até cinco vezes por dia.
Estima-se que mais de 180 mil pessoas assistiram à versão de A Viúva Alegre exibida pela William & Cia, tornando-se a mais bem-sucedida entre as adaptações brasileiras da opereta. O sucesso dos filmes cantantes era expressivo na época, assim como o da própria opereta de Franz Lehár, que havia se tornado um fenômeno nos palcos cariocas.
A adaptação dirigida por Julio Ferrez, lançada em setembro de 1909, foi a quarta versão cinematográfica brasileira da obra — e a primeira realizada em português. Também foi a segunda a estrear naquele ano. A primeira exibição de uma versão filmada ocorreu em 22 de julho de 1909, no Cinema-Palace, com direção atribuída a Antonio Leal e produção da Photo-Cinematographia Brasileira, da qual fazia parte José Labanca. Essa versão pioneira foi anunciada como um verdadeiro Film d’Art, apresentada como "opereta cantante em três atos", com direção de fotografia de Leal, cenografia de Emilio Silva e um elenco numeroso.
Segundo Rafael de Luna Freire, o sucesso da versão de Ferrez foi tão grande que as novidades internacionais da Pathé ficaram para trás na programação da Rio Branco. Buscando tentar competir com a produção do cantante da William & Cia o cinematógrafo Pathé reprisou a versão de "A viúva alegre" filmada para o Cinema-Palace por Antonio Leal. A exibição gero uma resposta publicada de forma anônima em jornais da época que enfatizavam o caráter falado e cantado da versão do Rio Branco, destacando a qualidade técnica e artística do espetáculo.

## Legado
A Viúva Alegre consolidou o modelo dos filmes cantantes como forma de apresentação popular no Rio de Janeiro, no início do século XX. Sua recepção antecipou a demanda por filmes cantantes em português e incentivou a profissionalização de cinegrafistas e produtores locais.
O filme influenciou diretamente produções posteriores, como Paz e Amor (1910), e contribuiu para o surgimento de uma audiência local interessada no formato. 